# 존 브라이트 (정치인)

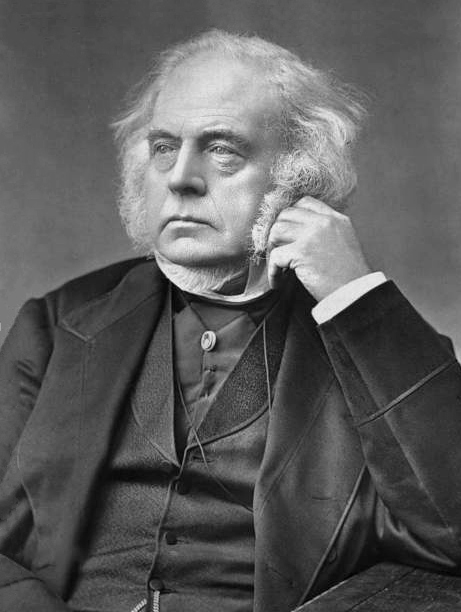

존 브라이트(John Bright, 1811년 11월 16일 – 1889년 3월 27일)는 영국의 급진주의자이자 자유주의 정치가로, 당대 최고의 웅변가 중 한 명이자 자유 무역 정책의 지지자였다.
퀘이커 교도였던 브라이트는 곡물법에 맞서 싸운 것으로 가장 유명하다. 그는 리처드 코브든과 협력하여 곡물법 폐지를 목표로 하는 반곡물법 동맹을 설립했다. 곡물법은 수입 밀에 세금을 부과하여 식료품 가격을 인상하고 지주들의 이익을 보호했다. 곡물법은 1846년에 폐지되었다. 브라이트는 코브든과 함께 또 다른 자유 무역 구상인 1860년의 코브든-슈발리에 조약에서도 협력하여 영국과 프랑스 제2제국 간의 긴밀한 상호 의존성을 증진시켰다. 이 캠페인은 프랑스 경제학자 미셸 슈발리에와 협력하여 진행되었으며, 프랑스에 대한 의회의 고질적인 불신에도 불구하고 성공했다.
브라이트는 1843년부터 1889년까지 하원에서 활동하며 자유 무역, 선거 개혁, 종교의 자유를 주장했다. 그는 크림 전쟁에 반대하는 거의 유일한 목소리였으며, 윌리엄 유어트 글래드스턴이 제안한 아일랜드 자치 운동에도 반대했다. 그는 자신을 중산층의 대변인으로 보았고, 지주 귀족의 특권에 강력히 반대했다. 아일랜드 문제에 있어서는 성공회의 정치적 특권을 종식시키고, 아일랜드 교회를 해체하며, 토지를 가톨릭 농민에게 넘겨줄 토지 개혁을 시작했다. 그는 "의회의 어머니 (표현)"라는 문구를 만들었다.

## 초기 생애
브라이트는 산업 혁명의 초기 중심지 중 하나였던 잉글랜드 랭커셔주의 로치데일 그린뱅크에서 태어났다. 그의 아버지 제이콥 브라이트는 1809년에 로치데일에서 제면소를 시작한 존경받는 퀘이커 교도였다. 제이콥의 아버지 에이브러햄은 18세기 초 코번트리로 이주하여 후손들이 정착한 윌트셔주의 요먼이었다. 제이콥 브라이트는 퀘이커 친우회의 애크워스 학교에서 교육을 받았고, 더비셔주 뉴밀즈의 fustian 제조업자에게 도제 생활을 했다. 존 브라이트는 그의 두 번째 부인인 마사 우드(볼턴-르-무어스의 퀘이커 상인의 딸)의 아들이었다. 애크워스 학교에서 교육을 받은 그녀는 강인한 성격과 세련된 취향을 가진 여성이었다. 이 결혼에서 11명의 자녀가 태어났는데, 존은 살아남은 아들 중 가장 나이가 많았다. 그의 남동생은 국회의원이자 시장이었던 제이콥 브라이트였다. 그의 자매로는 프리실라 브라이트 맥라렌 (남편은 국회의원 던컨 맥라렌)과 마거릿 브라이트 루카스가 있었다. 존은 몸이 약한 아이였고, 집 근처 윌리엄 리틀우드가 운영하는 기숙학교의 주간 학생으로 보내졌다. 애크워스 학교에서 1년, 부담 학교에서 2년, 요크, 그리고 클리더로 근처 뉴턴에서 1년 반 동안 교육을 마쳤다. 그는 나중에 학교에서 라틴어와 그리스어를 거의 배우지 못했지만, 어머니가 길러준 영국 문학에 대한 사랑과 야외 활동에 대한 사랑을 얻었다고 주장했다. 16세에 그는 아버지의 제면소에 들어가 적절한 시기에 사업의 동업자가 되었다.
로치데일에서 제이콥 브라이트는 지역 교회세에 대한 반대 운동의 지도자였다. 로치데일은 또한 의회 개혁 운동에서도 두각을 나타냈는데, 이 운동을 통해 도시가 개혁 법안에 따라 의원을 배정받는 데 성공했다. 존 브라이트는 두 캠페인에 모두 참여했다. 그는 열렬한 비국교회 신자였으며, 그의 조상 중 조지 폭스의 친구이자 퀘이커 친우회의 박해받고 투옥된 설교자 중 한 명인 존 그래튼을 포함하는 것을 자랑스러워했다. 그의 정치적 관심은 아마도 1830년 프레스턴 선거에서 제14대 더비 백작 에드워드 스미스스탠리가 오랜 투쟁 끝에 헨리 "웅변가" 헌트에게 패배한 사건에서 처음 시작되었을 것이다.
그러나 브라이트가 처음 대중 연설을 배운 것은 로치데일 청소년 금주 운동 밴드의 일원이었을 때였다. 이 젊은이들은 마을로 나가 오두막집에서 의자를 빌려 야외 모임에서 연설했다. 존 브라이트의 첫 즉흥 연설은 금주 모임에서였다. 브라이트는 메모를 뒤섞어 버벅거렸다. 의장은 금주 노래를 불렀고, 노래를 부르는 동안 브라이트에게 메모를 치우고 생각나는 대로 말하라고 말했다. 브라이트는 순종하여 매우 망설이며 시작했지만, 곧 익숙해져 훌륭한 연설을 했다. 비록 때로는 혼란스러운 구문으로 말했지만 말이다. 이 초기 시절의 이야기는 그의 경력 후반까지 영국과 미국 전역에 퍼져나갔고, 젊은 코넬 대학교와 같은 기관의 학생들은 그를 어빙 문학회와 같은 활동의 본보기로 여겼다.
그러나 몇몇 초기 경우에 그는 연설을 암기했다. 1832년에 그는 저명한 침례교 목사인 존 올디스 목사를 방문하여 지역 성경 모임에 동행해 달라고 요청했다. 올디스 목사는 그를 지성적이고 사려 깊어 놀랐지만, 함께 모임으로 걸어갈 때 불안해 보이는 마르고 겸손한 청년으로 묘사했다. 모임에서 그는 고무적인 연설을 했고, 집으로 돌아오는 길에 조언을 구했다. 올디스 목사는 그에게 연설을 외우지 말고, 특정 구절과 결론을 적어 암기하라고 조언했다. 브라이트가 "대중 연설의 첫 교훈"이라고 부른 이 교훈은 그가 21세 때 주어진 것이었지만, 그는 당시에는 공적인 경력을 생각하지 않았다. 그는 상당히 성공한 사업가였고, 가정생활에 매우 만족했으며, 항상 고향의 사회, 교육, 정치 생활에 참여할 준비가 되어 있었다. 로치데일 문학 철학회 설립자 중 한 명이었던 그는 토론에서 주도적인 역할을 했으며, 동양으로 휴가 여행을 다녀온 후에는 사회에 자신의 여행에 대한 강연을 했다.

## 코브든과 곡물법
그는 1836년 또는 1837년에 리처드 코브든을 처음 만났다. 코브든은 새로 형성된 맨체스터 시의 시의원이었고, 브라이트는 로치데일에서 열리는 교육 회의에서 연설해 달라고 그에게 요청하러 갔다. 코브든은 동의했고, 회의에서 브라이트의 짧은 연설에 크게 감명받아 그에게 곡물법에 반대하는 연설을 하라고 촉구했다. 곡물법에 대한 그의 첫 연설은 1838년 로치데일에서 이루어졌으며, 같은 해에 그는 1839년에 반곡물법 연맹을 설립한 맨체스터 임시 위원회에 합류했다. 그는 여전히 지역의 공인일 뿐이었고, 모든 공공 운동, 특히 존 필든이 제안한 공장 입법과 로치데일 교회세에 대한 반대 운동에 참여했다. 1839년에 그는 "원 애시"라고 부르는 집을 지었고, 퀘이커 목사 레이철(본명 브래그)과 뉴캐슬어폰타인의 무두장이 조너선 프리스트먼의 딸 엘리자베스와 결혼했다.
같은 해 11월, 스코틀랜드에서 반곡물법 순회 강연을 마치고 돌아온 에이브러햄 폴턴을 기리는 만찬이 볼턴에서 열렸다. 연설자 중에는 코브든과 브라이트가 있었으며, 이 만찬은 두 미래 지도자가 자유 무역 연단에 함께 등장한 첫 번째 행사로 기억된다. 연맹의 역사가는 브라이트를 "그 자신의 도시 밖의 어떤 회의에도 처음으로 나타나, 그의 에너지와 주제에 대한 통찰력으로 위대한 동요에서 곧 주도적인 역할을 할 수 있는 능력을 보여준 젊은이"라고 묘사한다.

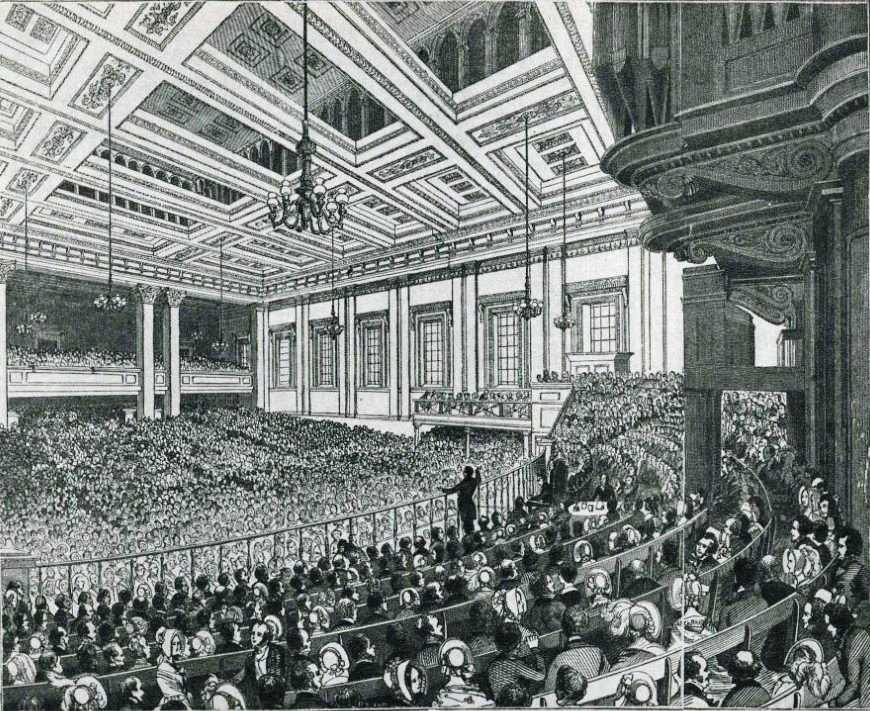
반곡물법 동맹이 1846년 런던 엑서터 홀에서 회의를 개최하는 모습

1840년, 그는 로치데일 교회세에 반대하는 운동을 이끌었는데, 교회 묘지의 묘비 위에서 연설하며 아래 계곡의 마을을 내려다보았다. 딸 헬렌이 태어났지만, 어린 아내는 오랜 병 끝에 1841년 9월 결핵으로 사망했다. 로열 레밍턴 스파에서 그녀가 죽은 지 사흘 후, 코브든이 그를 찾아왔다. 1877년 브래드퍼드에서 친구의 동상을 제막하며 브라이트는 말했다. "저는 깊은 슬픔, 거의 절망의 심연에 있었습니다. 왜냐하면 제 집의 생명과 햇살이 사라졌기 때문입니다." 코브든은 위로의 말을 건넸지만, "잠시 후 그는 고개를 들고 말했습니다. '지금 이 순간 영국에는 아내, 어머니, 자녀들이 굶주림으로 죽어가는 수천 가구가 있습니다. 이제 당신의 첫 번째 고통이 지나가면, 저와 함께 갑시다. 그리고 우리는 곡물법이 폐지될 때까지 쉬지 않을 것입니다.' 저는 그의 초대를 받아들였습니다." 브라이트는 덧붙였다. "그리고 그때부터 우리는 우리가 내린 결정을 위해 끊임없이 열심히 일했습니다."

## 의회 입문: 더럼 의원

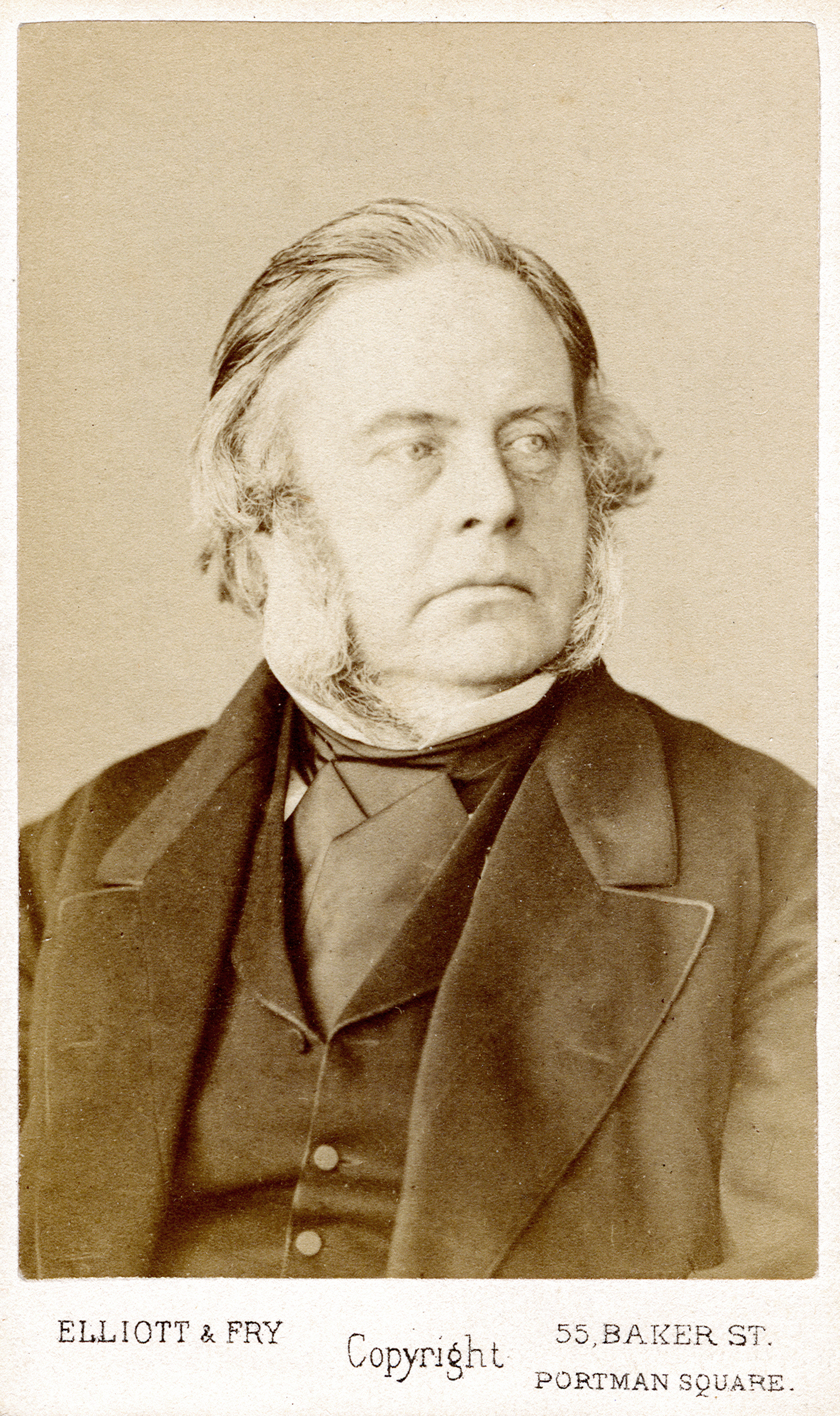
엘리엇 & 프라이가 촬영한 존 브라이트의 카르트 드 비지트

1841년 영국 총선에서 코브든은 체셔주 스톡포트에서 당선되었고, 1843년에 브라이트는 더럼 보궐선거에서 자유무역 후보로 나섰다. 그는 패배했지만, 그의 당선된 경쟁자는 청원에 의해 의원직을 상실했고, 두 번째 경쟁에서 브라이트가 당선되었다. 그는 이미 코브든의 주요 동맹으로 알려져 있었고, 하원에서 의심과 적대감으로 환영받았다. 반곡물법 운동에서 두 연설가는 서로를 보완했다. 코브든은 정치 철학자의 침착함과 자신감을 가지고 있었고, 브라이트는 대중 연설가의 열정과 열기를 가지고 있었다. 코브든은 논리를 제공했고, 브라이트는 웅변을 제공했지만, 주장과 호소를 섞었다. 현대의 어떤 웅변가도 그보다 빠르게 성장하지 못했다. 1841년 코브든이 그를 자신의 편으로 부르기 전까지 그는 자신의 선거구 밖에서는 알려지지 않았고, 1843년 회기 말에 그는 엄청난 명성을 가지고 의회에 입성했다. 그는 잉글랜드와 스코틀랜드 전역을 다니며 거대한 모임에서 연설했고, 대체로 그들을 설득했다. 그는 런던에서 열린 반곡물법 연맹 회의에서 주도적인 역할을 했으며, 서식스 공작 오거스터스 프레더릭에게, 당시 내무장관이었던 제임스 그레이엄 경에게, 그리고 상무원의 장관과 차관이었던 리폰 경과 글래드스턴에게 대표단을 이끌었다. 그는 자유무역 운동의 주요 웅변가로 보편적으로 인정받았다. "로치데일의 존 브라이트"가 연설할 것이라고 발표될 때마다 거대한 인파가 모였다. 그는 1843년 3월 15일 드루리 레인 왕립극장에서 열린 첫 대규모 모임에서 마지막으로 그렇게 발표되었고, 이후 그의 이름만으로도 충분했다. 그는 1843년 7월 28일 더럼 시의원 중 한 명으로 하원에 착석했고, 8월 7일에는 이워트 씨의 수입 관세 인하 동의안을 지지하는 첫 연설을 했다. 그는 그곳에, "더럼 시의 대표자 중 한 명일 뿐만 아니라, 그 자비로운 조직인 반곡물법 연맹의 대표자 중 한 명으로서" 있었다고 말했다. 연설을 들은 한 의원은 브라이트를 "중간 키에, 다소 단단하고 다부진 체격에, 밝고 맑은 안색과 지적이고 유쾌한 표정을 가진 사람"으로 묘사했다. "그의 목소리는 좋고, 발음은 분명하며, 말하는 방식은 불쾌한 특이점이나 버릇이 없습니다." 그는 일반적인 퀘이커 교도의 코트를 입고 있었고, 하원 양측에서 많은 관심과 적대적인 호기심을 받았다.

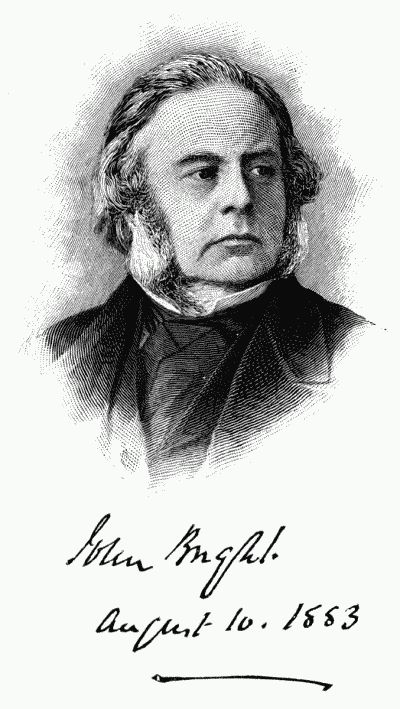
인그레이빙 (복제품용)

이워트 씨의 동의안은 부결되었지만, 코브든과 브라이트가 이끄는 운동은 계속 확산되었다. 가을에 연맹은 10만 파운드를 모금하기로 결의했다. 농업 주에서 대규모 모임을 통해 농업계에 호소했고, 11월에는 타임스가 사설에서 "연맹은 위대한 사실이다. 그 중요성을 부인하는 것은 어리석고, 아니, 무모한 일일 것이다."라고 선언하여 전국을 놀라게 했다. 런던에서는 코벤트 가든 극장에서 대규모 모임이 열렸는데, 윌리엄 존슨 폭스가 주요 웅변가였지만, 브라이트와 코브든이 운동의 지도자였다. 브라이트는 코브든과 자신을 운동의 주요 주동자로 여기는 대중의 경향을 공개적으로 반대했으며, 코브든은 로치데일 청중에게 자신이 항상 먼저 연설하고 브라이트가 뒤따르도록 규정했다고 말했다. 존 몰리가 부르는 "더 위엄 있는 천재"는 이미 그를 청중의 감정을 지배하는 논쟁의 여지가 없는 주인으로 만들고 있었다. 하원에서의 그의 진전은 더뎠다. 코브든의 논쟁적인 연설은 브라이트의 더 수사적인 호소보다 더 공감적으로 받아들여졌고, 제4대 클래런던 백작 조지 윌리엄 프레더릭 빌리어스의 곡물법에 반대하는 연례 동의안에 대한 토론에서 브라이트는 너무 많은 참을성 없이 경청되어 앉아야만 했다.
다음 회기(1845년)에 그는 사냥법의 운영에 대한 조사를 요구했다. 그날 일찍 열린 카운티 의원 회의에서 당시 총리였던 로버트 필은 그들에게 더럼 의원의 폭력적인 연설에 이끌려 논의에 휘말리지 말고, 위원회가 토론 없이 승인되도록 내버려두라고 조언했다. 브라이트는 폭력적이지 않았고, 코브든은 그가 일을 훌륭하게 해냈고, 모든 사람들에게 좋은 평판을 얻었다고 말했다. 그 연설은 하원에서 그의 위치를 확립했다. 이 회기에서 브라이트와 코브든은 반대편에 섰는데, 코브든은 메이누스 보조금에 찬성했고 브라이트는 반대했다. 25년간의 의회 생활 동안 그들이 반대편 로비로 간 경우는 사우스켄싱턴에 대한 투표 단 한 번뿐이었다.
1845년 가을, 브라이트는 4년 전 코브든이 그를 초대한 공적인 경력을 유지하도록 코브든을 설득했다. 브라이트가 스코틀랜드에 있을 때 코브든으로부터 사업상 어려움으로 인해 공공 활동에서 은퇴하겠다는 결정에 대한 편지가 왔다. 브라이트는 코브든이 은퇴하면 연맹의 핵심이 사라진다고 답했다. "저는 결코 당신의 자리를 대신할 수 없습니다." 그는 썼다. "두 번째로서 싸울 수는 있지만, 저에게는 제가 충분히 의식하고 있는 무능력함이 있습니다. 이는 우리가 노력해 온 그런 일에서 제가 두 번째 이상이 되는 것을 막습니다." 며칠 후 그는 맨체스터로 떠났는데, 그 습한 가을에 "곡물법을 쓸어버린 비"를 뚫고 우편을 보냈고, 도착하자마자 친구들을 모아 코브든이 비상사태를 극복할 수 있는 돈을 모았다. 투쟁의 위기가 찾아왔다. 1845년 필의 예산은 자유 무역을 향한 첫걸음이었다. 흉작과 감자 마름병은 그를 곡물법 폐지로 이끌었고, 1846년 7월 2일 맨체스터 회의에서 코브든은 연맹 해산 동의안을 제안했고 브라이트가 지지했다. 1200권의 도서관이 투쟁을 기념하여 브라이트에게 증정되었다.

## "죽은 말을 채찍질하다"
옥스포드 영어사전에 따르면, 이 표현이 현대적인 의미로 처음 기록된 것은 1867년 1867년 선거법 개정과 관련하여 브라이트가 사용했을 때였다. 이 법안은 의회에서 더 많은 민주적 대표성을 요구했다. 그는 의회의 무관심을 깨우려 노력하는 것은 "죽은 말을 채찍질하여 짐을 끌게 하려는 것"과 같을 것이라고 연설에서 말했다.
그러나 이보다 13년 전에 브라이트가 사용한 사례가 있다. 1859년 3월 28일 하원에서 의회 개혁에 관한 비슷한 문제에 대해 연설하던 중 엘초 경은 브라이트가 "겨울 캠페인의 결과에 만족하지 못했다"며 "그가 '죽은 말을 채찍질하고 있다'는 말이 그에게 귀속되었다"고 언급했다.

## "잉글랜드는 의회의 어머니이다"
브라이트는 1865년 1월 18일 버밍엄에서 참정권 확대를 지지하는 연설에서 이 유명한 문구를 만들었다. 이는 종종 영국 의회를 지칭하는 것으로 잘못 인용되기도 한다.

## 결혼과 맨체스터
브라이트는 첫 번째로 1839년 11월 27일 뉴캐슬의 엘리자베스 프리스트먼과 결혼했는데, 그녀는 조너선 프리스트먼과 레이철 브래그의 딸이었다. 그들은 딸 헬렌 프리스트먼 브라이트 (1840년 출생)를 낳았지만, 엘리자베스는 결국 1841년 9월 10일 결핵으로 사망했다. 브라이트는 그녀를 자주 방문했지만, 그녀는 언니 마거릿의 보살핌을 받았다. 엘리자베스의 유언에는 헬렌 프리스트먼 브라이트가 그녀의 대가족에 의해 양육되어야 한다는 내용이 포함되어 있었다. 그녀는 나중에 서머싯주 스트리트의 윌리엄 스테픈스 클라크(1839–1925)와 결혼했다.
브라이트는 두 번째로 1847년 6월 웨이크필드의 에드워드 올담 리덤의 여동생인 마거릿 엘리자베스 리덤과 결혼하여 존 앨버트 브라이트와 윌리엄 리덤 브라이트를 포함한 일곱 자녀를 두었다. 브라이트는 1868년에 리디아 루스를 고용하여 자녀들을 가르쳤다. 그는 그녀의 능력을 여왕 다음으로 뛰어나다고 평가했다.
1847년 7월, 브라이트는 밀너 깁슨과 함께 맨체스터에서 무투표로 당선되었다. 새로운 의회에서 그는 노동 시간을 제한하는 법안에 반대했고, 비국교회 신자로서 국가 교육에 대한 성직자 통제에 반대했다. 1848년에는 흄의 가구 참정권 동의안에 찬성했고, 사냥법 폐지 법안을 제출했다. 존 러셀 경이 교회 직함 법안을 제출했을 때, 브라이트는 이를 "작고, 보잘것없고, 비참한 법안"으로 반대하며 그 실패를 예언했다. 이 의회에서 그는 아일랜드 문제에 대해 많이 연설했다. 1849년 원조금 법안(아일랜드의 번성하는 지역에 대한 세금으로, 섬 나머지 지역의 기근 구호를 위한 자금을 마련했을 것임)에 대한 정부 법안을 지지하는 연설에서 그는 양측으로부터 큰 박수를 받았으며, 디즈레일리로부터 그 의회의 명성을 유지했다는 칭찬을 받았다. 이때부터 그는 의회의 귀를 사로잡았고, 토론에 효과적으로 참여했다. 그는 사형 제도, 교회 세금, 군대에서의 채찍질, 그리고 아일랜드 국교회에 반대했다. 그는 공공 지출 삭감을 위한 코브든의 동의안을 지지했고, 의회 안팎에서 평화를 주장했다.
1852년 선거에서 브라이트는 자유 무역, 선거 개혁, 종교의 자유라는 원칙에 따라 맨체스터에서 다시 당선되었다. 그러나 전쟁의 기운이 감돌았고, 그가 생애 가장 열정적인 연설을 한 것은 크림 전쟁에 대한 무익한 반대에서 이 의회에 대한 것이었다. 의회도 나라도 들으려 하지 않았다. 매콜리는 1854년 3월에 "월요일에 하원에 가서 브라이트가 내가 생각하는 모든 것을 말하는 것을 들었다"고 썼다. 그가 한 가장 기억에 남는 연설, 그가 한 최고의 연설은 1855년 2월 23일에 이루어졌다. 그는 "죽음의 천사가 온 나라에 퍼져 있다. 거의 그의 날개 소리를 들을 수 있을 것이다"라고 말하며, 살아있는 기억 속에서 의회를 그토록 감동시킨 적이 없었던 호소로 끝을 맺었다.
1860년, 브라이트는 코브든과 함께 새로운 자유 무역 이니셔티브인 코브든-슈발리에 조약에서 또 다른 승리를 거두어 영국과 프랑스 간의 긴밀한 상호 의존성을 증진시켰다. 이 캠페인은 프랑스 경제학자 미셸 슈발리에와 협력하여 진행되었으며, 프랑스에 대한 의회의 고질적인 불신에도 불구하고 성공했다.

## 버밍엄 의원: 1858–89

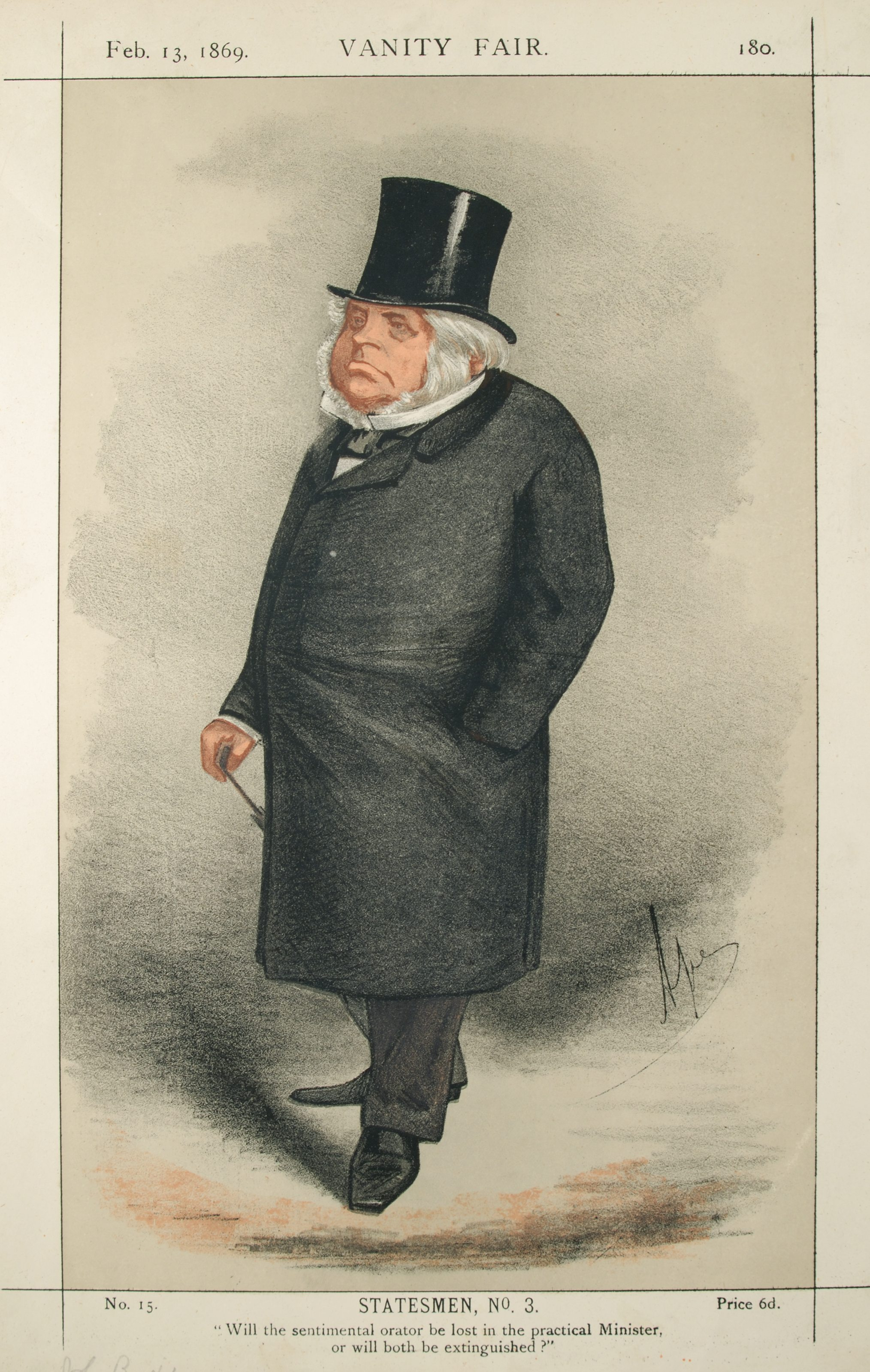
존 브라이트, 베니티 페어, 1869년

1857년, 크림 전쟁에 대한 브라이트의 인기 없는 반대는 맨체스터 의원직을 잃게 만들었다. 몇 달 안에 그는 1858년 버밍엄의 두 국회의원 중 한 명으로 무투표 당선되었다. 그는 1886년 아일랜드 자치 운동 문제로 자유당을 탈당할 때까지 30년 이상 이 직책을 유지했다.
1858년 10월 27일, 그는 버밍엄 타운 홀에서 의회 개혁 캠페인을 시작했다. 1866년에 그는 "개혁에 관한 연설"이라는 제목의 에세이를 썼다. 이 연설에서 그는 노동 계급의 수가 많기 때문에 그들에게 참정권을 부여해야 한다고 주장하며, "무장 반란이나 비밀 음모"에 직면하는 것보다 공개 시위를 기뻐해야 한다고 말했다. 1868년, 브라이트는 윌리엄 글래드스턴 자유당 총리의 내각에 상무원 장관으로 입각했지만, 1870년 건강상의 이유로 사임했다. 그는 글래드스턴 내각에서 랭커스터 공국상으로 두 번 더 재직했다 (1873–74, 1880–82). 1882년, 글래드스턴은 영국 왕립 해군에게 알렉산드리아를 포격하여 이집트가 영국 투자자들에게 진 빚을 회수하라고 명령했다. 브라이트는 이를 특권 계급 자본가들을 위한 "투기꾼들의 전쟁"이라고 경멸하며 글래드스턴 내각에서 사임했다.
개인적인 이유로 브라이트는 노스 웨일스 관광지인 란디드노와 밀접한 관련이 있었다. 1864년, 그는 아내와 다섯 살 된 아들과 함께 그곳에서 휴가를 보냈다. 그들이 묘지를 지나갈 때, 아들은 "엄마, 제가 죽으면 여기에 묻히고 싶어요"라고 말했다. 일주일 후, 아들은 성홍열로 사망했고, 그의 소원은 이루어졌다. 브라이트는 죽을 때까지 적어도 일년에 한 번은 란디드노로 돌아왔다. 그는 란디드노에서 여전히 기념되고 있으며, 주요 중등학교는 그의 이름을 따서 지어졌고, 2004년에는 새로운 학교인 존 브라이트 학교가 건설되었다.

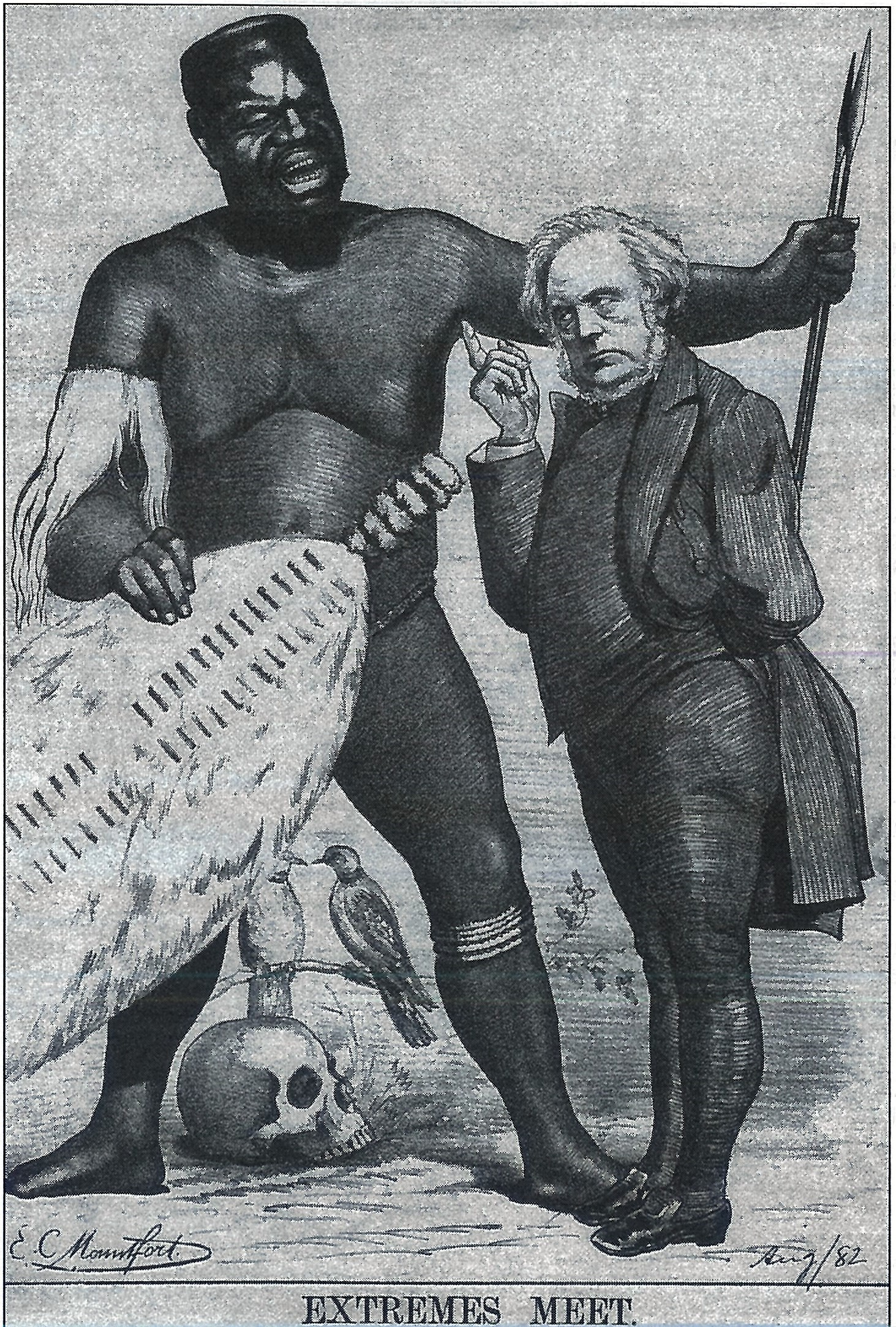
"극단이 만난다": 1882년 영국을 방문한 줄루 왕 케취와요 캄판데에게 브라이트가 손가락질하는 모습을 그린 E. C. 마운트포드의 만화

브라이트는 말년에 문학적, 사회적으로 많은 인정을 받았다. 1880년 그는 글래스고 대학교의 총장으로 선출되었지만, R. W. 데일은 그의 총장 연설에 대해 "옛 브라이트가 아니었다"고 썼다. 그는 1886년 옥스퍼드 대학교에서 명예 학위를 받았다. 그는 1882년 버밍엄 중앙 도서관의 개관 연설을 했고, 1888년에는 시에서 그의 동상을 건립했다. 앨버트 조이가 만든 대리석 동상은 보관 중이었으나 최근 버밍엄 박물관 및 미술관의 중요한 위치에 복원되었다. 버밍엄의 알렉산산드라 극장 근처의 존 브라이트 스트리트와 현재 브라이트, 빅토리아주로 알려진 호주의 모스 강은 그의 이름을 따서 명명되었다.

### 아일랜드 자치 운동 반대
아일랜드 대기근 이후 전 아일랜드 테넌트 라이트 리그가 결성되자 브라이트는 아일랜드 토지 소유권 개혁에 대한 공감과 지지를 표명했다. 1850년 그는 하원에 이 문제에 대해 "단호하게 입법"할 것을 조언했다. 브라이트에게 중요한 점은 "이전에는 가톨릭교도와 그들의 성직자들에게만 국한되었던 [소작권] 운동이 현재는 개신교도와 비국교도 성직자들도 가톨릭교도들과 통합된 것처럼 보이며, 사실상 이 문제에 있어서 모든 종파의 통합이 이루어진 것 같다"는 것이었다. 그러나 아일랜드의 미래에 대한 종파 간 분열이 다시 나타나자 브라이트의 입장은 더욱 강경해졌다. 개신교 얼스터를 지지하며, 그는 자신이 "불충한 아일랜드"라고 묘사한 것과는 전혀 상관없이 행동할 것이었다.
1886년 글래드스턴이 아일랜드 자치 운동과 새로운 아일랜드 토지법을 제안했을 때, 브라이트는 조지프 체임벌린과 하팅턴 경과 함께 이에 반대했다. 그는 찰스 스튜어트 파넬의 아일랜드 의회당을 "반란당"으로 여겼다. 브라이트는 글래드스턴, 체임벌린, 하팅턴으로부터 지지를 얻기 위해 여러 차례 연락을 받았다. 그는 강력한 인물로 널리 인식되었고, 그의 정치적 영향력은 그의 활동에 비해 상당히 과대평가되었다. 1886년 3월 브라이트는 런던으로 갔고, 3월 10일 하팅턴을 만나 아일랜드에 대해 한 시간 동안 이야기를 나누었다. 3월 12일 브라이트는 글래드스턴과 저녁 식사를 함께하며, 글래드스턴의 "주요 목표는 토지 문제를 해결하는 것인데, 저는 이제 그 문제가 해결된 것으로 봐야 한다고 생각한다. 더블린 의회 문제에 대해서는 웨스트민스터에서의 아일랜드 대표를 없애고 싶어하며, 저는 가능하다면 그에게 전적으로 동의한다"고 썼다. 3월 17일 그는 체임벌린을 만나 "그의 견해가 대체로 옳고, 그가 의도된 조치를 지지하는 것은 현명하지 않다"고 생각했다. 3월 20일 그는 글래드스턴과 두 시간 동안 회의를 가졌다.
그는 과거 아일랜드 역사에 대한 길고 역사적인 메모를 주었는데, 이는 다소 일방적이었으며, 중요한 소수자와 개신교도 및 충성스러운 사람들의 견해와 감정을 무시하고 있었다. 그는 더블린 의회와 토지 매입에 대한 자신의 정책을 많이 설명했다. 나는 토지 정책이 불필요하다고 반대했다. 1881년 법안이 소작인들을 위해 합리적인 모든 것을 이루었기 때문이다. 왜 반란당의 정책을 채택하여 지주들을 없애고, 반란군이 부르는 대로 영국 수비대를 퇴거시키는가? 나는 상환 보장의 가치를 부인했다. 글래드스턴 씨는 자신의 재정 협정이 현재의 매입 시스템보다 나을 것이고, 우리가 지주들을 돕는 것이 명예로운 의무라고 주장했지만, 나는 이에 반박했다. 왜 벨파스트와 더블린의 다른 이해관계들을 돕지 않는가? 더블린 의회에 대해서는, 그가 모든 면에서 항복하고 있다고 주장했다. 더블린 의회는 끊임없이 마찰을 일으킬 것이고, 그가 삼왕국의 통일성을 유지하기 위해 만들 수 있는 어떤 장벽에도 압력을 가할 것이다. 의용군과 영국 상품에 대한 수입 관세 및 보호는 어떠한가? ... 나는 그가 반란당 지도자들에게 너무 많은 신뢰를 보내고 있다고 생각했다. 나는 그들에게 아무런 신뢰도 보낼 수 없었고, 일반적인 생각은 그들과 맺은 어떤 조건도 지켜지지 않을 것이며, 그들을 통해 불만을 품고 불충한 아일랜드와 화해할 희망을 가질 수 없다는 것이었다.

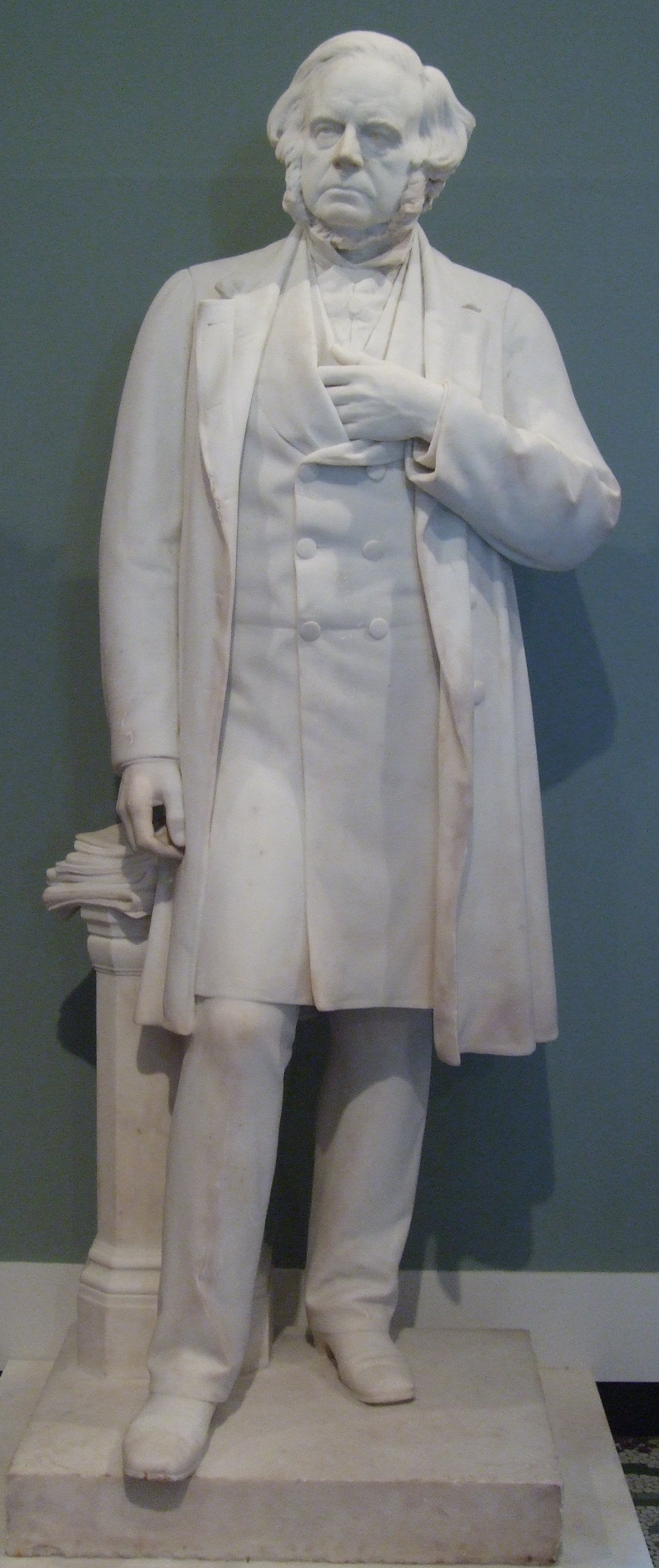
버밍엄 박물관 및 미술관에 있는 존 브라이트 대리석 동상

4월 8일, 글래드스턴은 1886년 아일랜드 정부 법안을 하원에 제출했으며, 이 법안은 분할 없이 1차 독회를 통과했다. 브라이트는 법안에 대한 토론에 참여하지 않았고, 4월 말에 매형의 장례식에 참석하기 위해 런던을 떠났다. 그런 다음 그는 로치데일에 있는 자택으로 돌아갔다. 5월 13일, 글래드스턴은 그에게 편지를 보내 런던으로 방문해 달라고 요청했다. 이 날짜는 또한 브라이트 아내의 기일이기도 했으므로, 그는 집에서 그 시간을 보내야 한다고 답했다. 그는 또한 다음과 같이 썼다.
저는 아일랜드의 모든 개신교도에게, 그리고 얼스터 지방의 충성스러운 개신교도들에게 너무나 불쾌한 조치에 동의할 수 없습니다. 저는 그들을 제국 의회의 보호로부터 배제하는 데 동의할 수 없습니다. 저는 웨스트민스터에서 반란당을 제거하기 위해 많은 노력을 기울이겠지만, 그들을 유지하고 싶어하는 사람들에게는 공감하지 않습니다. 그러나 이 점에 대해 제 견해와 반대되는 주장에 상당한 힘이 있다는 점을 인정합니다. ... 토지 법안에 대해서는, 만약 2차 독회에 들어간다면, 저는 반대 투표를 해야 할 것 같습니다. 어쩌면 귀하의 정부가 6년 전에 구성된 이래로 그들의 행동을 볼 때, 반란당에 대한 저의 적대감이 이 중요한 문제에 대해 공정한 견해를 갖는 것을 방해할 수도 있습니다. 만약 제가 그들이 명예롭고 진실한 사람이라고 믿을 수 있다면, 저는 많이 양보할 수 있을 것입니다. 그러나 저는 그들에게 항복하는 귀하의 정책이 아일랜드 국민에게 더 많은 이익을 주지 않고, 3왕국의 통일성에 대항하여 더 큰 효과로 전쟁을 벌일 수 있는 더 많은 권력을 그들에게 줄 뿐이라고 의심합니다. ... 의회는 준비되어 있지 않으며, 국가의 지성은 준비되어 있지 않습니다. 가능하다면, 저는 이 법안에 대해 어떠한 분열도 일어나지 않기를 바랍니다.
5월 14일, 브라이트는 런던에 왔고 자유당 의원 새뮤얼 휘트브레드에게 글래드스턴이 아일랜드 자치 법안을 철회해야 하며, 법안이 2차 독회에 상정되어 부결되더라도 의회를 해산해서는 안 된다고 썼다. "... 그것은 자유당의 분열을 더욱 심각하게 만들 것이며, 치유할 수 없을 정도로 만들 것입니다. 그는 당이 당이 된 이래로 가장 큰 상처에 책임이 있을 것입니다. ... 만약 법안이 지금 철회된다면, 우리 당의 모든 현재의 어려움은 사라질 것입니다." 그는 또한 선거가 소집되면 보수당이 강해질 것이라고 예측했다.
위원회실 15호의 유명한 회의에서, 아일랜드 자치 정부 아이디어에 전적으로 반대하지는 않지만 법안을 승인하지 않는 자유당 의원들이 행동 방침을 결정하기 위해 만났다. 참석자 중에는 체임벌린도 있었고, 브라이트는 5월 31일에 그에게 다음과 같이 썼다.
현재 제 의도는 토론에서 연설하지 않고 2차 독회에 반대 투표하는 것입니다. 저는 법안에 대한 제 견해를 의심하고 싶지 않습니다. 그러나 저는 다른 사람들의 행동에 대해 조언할 책임을 지고 싶지 않습니다. 그들이 표결에 불참하는 것으로 만족할 수 있다면, 저는 기쁠 것입니다. 그들은 위협적인 해산을 강제하는 것보다 막음으로써 더 큰 봉사를 할 것입니다. ... 법안에 대한 소폭의 다수결은 패배만큼이나 좋을 수 있으며, 국가를 총선이라는 큰 희생에서 구할 수 있습니다. 저는 귀하와 함께하고 싶지만, 이 불행한 논의의 시작부터 제가 걸어온 길을 지금 바꿀 수는 없습니다. ... 추신—이 메모를 친구들에게 읽어주는 것이 도움이 된다고 생각하시면 그렇게 하셔도 좋습니다.
체임벌린은 이 편지를 회의에서 소리 내어 읽었으며, 그는 나중에 브라이트의 "2차 독회에 반대 투표하겠다는 발표가 분명히 결정에 영향을 미쳤다"며 회의가 법안에 만장일치로 반대 투표하기로 동의하며 끝났다고 썼다. 브라이트는 6월 1일 체임벌린에게 회의 결정에 놀랐다고 썼는데, 그의 편지는 "귀하와 귀하의 친구들이 다가오는 분할 표결에 불참하는 것을 더 쉽게 하려는 의도"였기 때문이다. 6월 7일 아일랜드 자치 법안은 341대 311로 부결되었고, 브라이트는 반대 투표를 했다. 글래드스턴은 의회를 해산했다.
이어진 1886년 영국 총선 기간 동안, 브라이트는 자신의 지역구 유권자들에게 7월 1일에 단 한 차례 연설을 했는데, 이 연설에서 그는 아일랜드 자치 통치에 반대했다. 그는 동포들에게 자유당보다 연합을 우선시할 것을 촉구했다. 이 연설은 글래드스턴파 자유당원들에게 그들의 패배에 결정적인 영향을 미쳤다고 일반적으로 여겨졌다. 존 몰리는 다음과 같이 썼다. "가장 무겁고 가장 효과적인 공격은 브라이트 씨에게서 나왔는데, 그는 지금까지 공개적으로 의도적으로 침묵을 지켜왔다. 그들이 대니얼 웹스터에 대해 말했듯이, 모든 단어가 1파운드나 되는 것처럼 느껴졌다. 그의 주장은 이미 제시된 편지의 내용과 주로 같았지만, 왕국 전역의 대다수 의심하는 사람들에게 강력하게 작용한 진지함과 힘을 가지고 전달되었다." 국민자유연맹 의장인 B. 월터 포스터 경은 브라이트가 "이 선거에서 자신의 당에 다른 어떤 개인보다도 더 큰 해를 끼쳤을 것"이라고 불평했다. 자유당 기자 P. W. 클레이든은 이즐링턴 노스 후보였고, 주요 반대파 자유당원들을 설득할 때 아일랜드 자치 통치 법안 사본을 가지고 다녔다.
그들 중 일부와 법안 조항들을 하나하나 살펴보면서, 저는 그들의 모든 반대에 답할 수 있었고, 많은 경우에 그들의 지지 약속을 받을 수 있었습니다. 그러나 브라이트 씨의 연설은 즉시 제가 했던 모든 노력을 무효화시켰습니다. 전국적으로 그것은 수많은 자유당 유권자들이 투표소에 가지 못하게 했을 것이며, 연합당에게 결정적인 승리를 안겨준 자유당 기권에 다른 모든 영향력을 합친 것보다 더 많은 영향을 미쳤습니다.
브라이트는 버밍엄 지역구 유권자들에 의해 재선되었고, 그것은 그의 마지막 의회가 되었다. 그는 선거 후 정부를 구성한 보수당과 동맹을 맺은 자유연합주의자로 의석을 차지했다. 그러나 브라이트는 이 의회에서 거의 참여하지 않았지만, 그의 행동은 여전히 사건을 결정할 수 있었다. 조지 해밀턴 경은 정부가 1887년 3월에 당국의 강제 권한을 강화하는 아일랜드 형사법 개정 법안을 도입했을 때, 자유당이 이에 반대했다고 기록했다. 브라이트는 토론에서 연설하지 않았지만, 해밀턴은 브라이트가 어떻게 투표할 것인지에 큰 중요성이 부여되었다고 언급한다. "만약 그가 투표를 기권하거나 정부에 반대 투표를 했다면, 연합주의 연합은 사실상 해체되었을 것이다. 반면에 그가 자치 운동을 막기 위해 자신의 이전 주장과는 너무나도 반대되는 절차에 찬성 투표를 했다면, 연합은 새로운 힘과 결속의 원천을 얻었을 것이다. 표결 종이 울리자, 글래드스턴 가까이에 앉아 있던 브라이트 씨는 한 순간의 망설임도 없이 곧장 정부 로비로 걸어갔다."
이때부터 죽을 때까지 브라이트는 글래드스턴을 만나지 않았다. 그들의 오랜 정치적 관계에도 불구하고 말이다.

## MLA for Kennedy, Queensland: 1869–70
퀸즐랜드 식민지는 1859년 뉴사우스웨일스주로부터 분리되어 남동쪽 모퉁이의 브리즈번을 수도로 선택했다. 1860년대에 남부 퀸즐랜드의 지배력이 감지되자 중앙 퀸즐랜드와 북부 퀸즐랜드에서 또 다른 독립 식민지 설립을 추구하는 강력한 분리주의 운동이 일어났다. 1867년 퀸즐랜드 식민지 선거에서 일부 분리주의자들은 록햄턴 선거구의 후보로 존 브라이트를 지명하기로 결정했는데, 퀸즐랜드 의회에서의 대표성이 비효율적이었으므로 영국 의회에서 대표를 찾을 것이라고 주장했다. 그러나 그는 단 10표만 얻어 당선되지 못했다.
이후 1869년 6월 11일, 케네디 선거구의 의원이었던 토머스 헨리 피츠제럴드가 사임하여 보궐선거가 치러지게 되었다. 존 브라이트는 분리주의 시위의 일환으로 다시 지명되었고, 이 기회에 1869년 7월 10일 1869년 케네디 식민지 보궐선거에서 승리했다. 그를 지명할 때 한 분리주의자는 다음과 같이 선언했다.

본국에서 영향력 있는 사람을 선출하여 우리의 사례를 여왕 폐하께 가져가 구제를 요청합시다. 이 목적을 위해 존 브라이트 의원보다 더 적합한 사람은 없습니다. 그는 여왕 폐하의 총애를 받고, 국가의 총애를 받는 인물이며, 정부에서 무역, 상업, 제조업을 대표하고 자유의 옹호자이면서도 충성스러운 신민입니다. 우리가 그의 공감을 얻을 수 있다면, 우리는 옳습니다. 저는 그가 남부의 철봉을 부수고 우리를 해방시킬 사람이라고 믿습니다. 그는 이미 국민의 자유를 위해 싸웠으며, 우리의 수많은 슬픔에 귀를 기울이지 않을 것이라고는 믿을 수 없습니다.

1870년 1월, 분리주의자들은 북부 퀸즐랜드를 여왕의 작고한 남편 앨버트 공의 이름을 따 "앨버트슬랜드"라고 불리는 별개의 식민지로 만들어 줄 것을 빅토리아 여왕에게 청원했다. 브라이트는 퀸즐랜드를 방문하거나 퀸즐랜드주 의회에 참석하지 않았기 때문에, 그의 의회 불참은 결국 1870년 7월 8일 그의 의석이 공석으로 선언되는 결과를 낳았다. 북부 퀸즐랜드는 분리에 성공하지 못했고 퀸즐랜드 식민지(현재의 퀸즐랜드 주)의 일부로 남았다.
존 브라이트가 이러한 퀸즐랜드 정치 활동에서 어떤 역할을 했는지, 또는 그가 이들을 인지하고 있었는지조차 알려져 있지 않다. 그러나 1867년에는 브라이트가 당시 퀸즐랜드 총독이었던 조지 보웬의 "친밀한 개인적 친구"였다고 주장되었다.

## 죽음

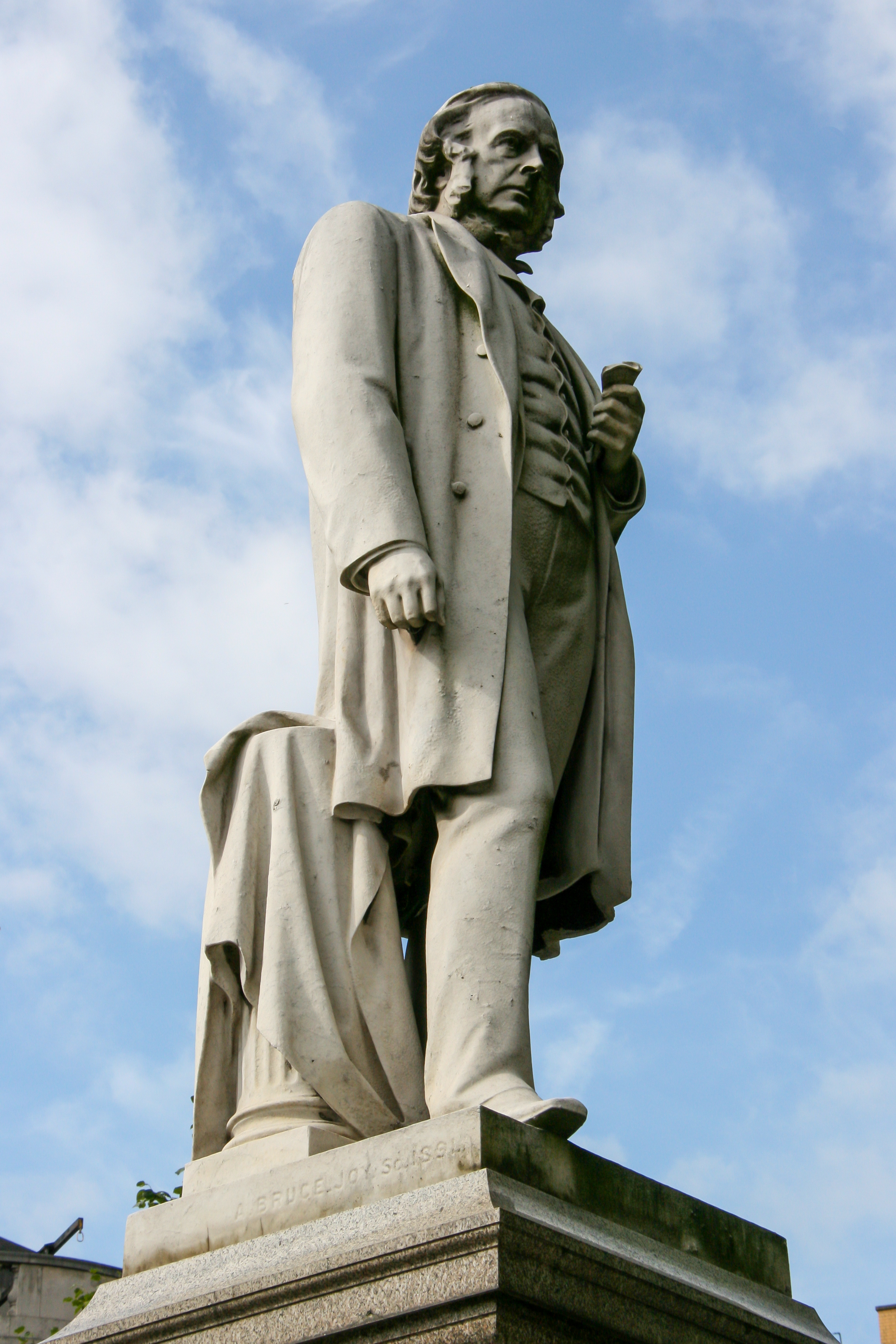
맨체스터 앨버트 광장의 영국 지정 문화재 II급 동상

1888년 말, 브라이트는 심각한 병에 걸렸고 죽음이 임박했음을 깨달았다. 11월 27일 그의 아들 앨버트는 글래드스턴에게 편지를 써서 "아버지는 귀하의 변함없는 친절과 귀하가 국가에 베푸신 많은 봉사를 잊을 수 없다고 저에게 전하고 싶어 하십니다"라고 말했다. 그는 매우 허약했고 더 이상 말을 할 수 없는 것처럼 보였으며, 나는 그의 뺨에 눈물이 흐르는 것을 보았다." 글래드스턴은 다음과 같이 답했다. "최근에 그가 제 마음에서 거의 떠나지 않았다는 것을 확신하며, 지난 3년간의 어떠한 사건도 그에 대한 제 감정을 전혀 바꾸지 않았으며, 저는 영적으로 그와 분리된 적이 없다고 생각합니다. 저는 그가 이 세상에서도 무덤 너머에서도 하나님의 평화를 누리기를 진심으로 기도합니다."
브라이트는 여왕을 비롯한 많은 사람들로부터 위로의 편지와 전보를 받았다. 아일랜드 민족주의자 의원 팀 힐리는 브라이트에게 빠른 회복을 기원하며 "우리 국민에 대한 귀하의 위대한 봉사는 결코 잊혀질 수 없습니다. 아일랜드가 가장 친구가 적었을 때 귀하의 목소리가 가장 크게 울려 퍼졌기 때문입니다. 우리는 우리 자신의 견해를 위해 계속 투쟁하겠지만, 과거의 날카로운 분열에 대한 아쉬움밖에 없을 것이므로, 귀하가 최선이라고 생각하는 바에 따라 우리 국민을 위해 계속 목소리를 높이실 수 있기를 바랍니다"라고 썼다.
브라이트는 1889년 3월 27일 그의 집인 원 애시에서 사망했고 로치데일에 있는 퀘이커 친우회 예배당 묘지에 묻혔다.
보수당 총리 솔즈베리 경은 그가 사망한 다음 날 상원에서 그를 추모했으며, 이는 공인으로서의 그의 성격을 요약해 준다.
첫째, 그는 이 세대가, 아니 어쩌면 몇 세대 전부터 가장 위대한 영국 웅변의 대가였습니다. 저는 피트와 폭스의 연설을 들었고, 그들의 판단으로는 그들의 웅변이 최고조에 달했을 때조차 존 브라이트의 가장 훌륭한 노력에는 미치지 못했다고 말하는 사람들을 만났습니다. 수많은 연설이 웅변을 저하시키고 거의 전멸시킨 시대에, 그는 자신이 표현하고자 했던 불타는 듯 고귀한 생각에 적합한 표현을 제공하는 강력하고 활기찬 영어 스타일을 굳건히 유지했습니다. 그가 유명해질 또 다른 특징은 그의 동기의 놀라운 정직함, 그의 경력의 놀라운 일직선함이라고 생각합니다. 그는 열렬한 논쟁가였고, 열렬한 투사였습니다. 많은 열정적인 사람들처럼, 그는 반대에 대한 인내심이 거의 없었습니다. 그러나 그의 행동은 단 한 순간도 개인적 또는 당파적 이기심의 고려에 의해 인도된 적이 없었습니다. 그는 공적인 경력의 시작부터 끝까지 가장 순수한 애국심과 자비심에 의해서만 영감을 받았습니다.

## 기념물

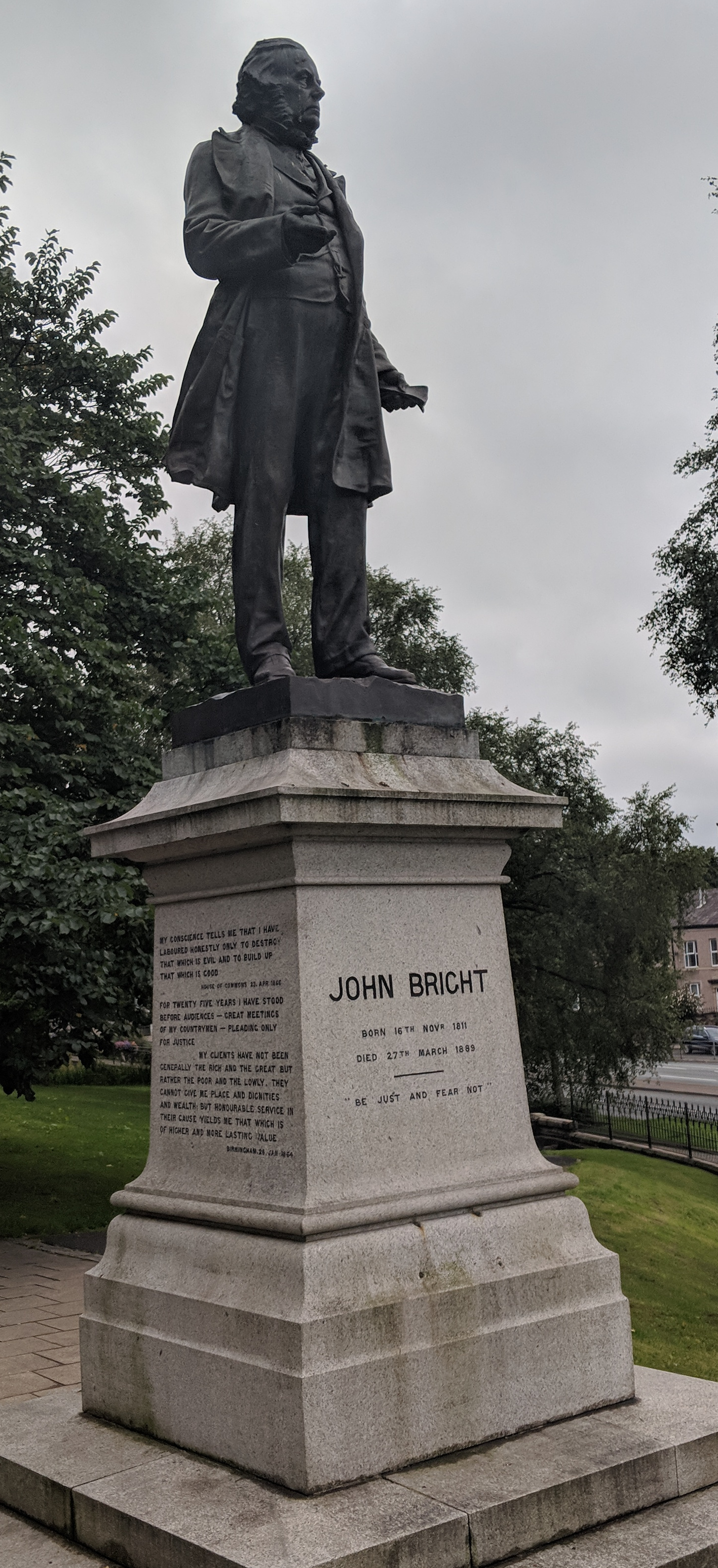
로치데일 브로드필드 공원의 존 브라이트 동상

1868년, 새로운 코넬 대학교의 학생들은 첫 번째 문학회를 "존 브라이트 형제단" 또는 "어빙 문학회"라고 부를지 논의했다. 뉴욕 주에서 최근 사망한 토박이 아들이 영예를 안았지만, 브라이트가 첫 번째 명예 회원으로 추대되기 전까지는 아니었다.
부담 학교 도서관은 그를 기리기 위해 이름 지어졌다.
1928년, 브룩스-브라이스 재단은 정치가를 기리기 위해 존 브라이트의 생애와 시대에 관한 자료를 수집할 상당한 기금을 프린스턴 대학교 도서관에 기부했다. 재단은 또한 브라이트를 기리기 위해 프린스턴 채플에 야외 강대를 추가할 기금을 기부했다.
그의 이름은 버밍엄의 존 브라이트 스트리트, 코번트리의 브라이트 스트리트, 퀘이커 식민지로 설립된 캘리포니아 휘티어의 브라이트 애비뉴에 붙여졌다. 그의 동상은 버밍엄 박물관 및 미술관에 소장되어 있으며, 노스 웨일즈 란디드노의 중등학교인 존 브라이트 학교에도 그의 이름이 붙여졌다.
빅토리아 주, 오스트레일리아의 브라이트 타운은 그의 이름을 따서 명명되었다.

## 유산
역사가 A. J. P. 테일러는 브라이트의 업적을 다음과 같이 요약했다.
존 브라이트는 모든 의회 웅변가 중 가장 위대했습니다. 그는 많은 정치적 성공을 거두었습니다. 리처드 코브든과 함께 그는 곡물법 폐지로 이어진 캠페인을 주도했습니다. 그는 남북 전쟁 중 남부를 지지하는 이 나라(영국)의 개입을 막는 데 다른 어떤 사람보다도 더 많은 일을 했고, 그는 1867년에 산업 노동 계급을 헌법의 범위 내로 끌어들인 개혁 운동을 이끌었습니다. 글래드스턴, 애스퀴스, 로이드 조지의 자유당을 가능하게 한 것은 브라이트였고, 그가 장려한 중산층 이상주의와 노동조합주의 간의 동맹은 현재 노동당에서 여전히 살아 있습니다.

## 서지
- 존 브라이트, 존 브라이트 의원의 미국 문제에 관한 연설 (1865) 온라인
- 《존 브라이트 의원의 의회 개혁에 관한 연설, 1866년 가을 영국, 스코틀랜드, 아일랜드 국민에게 버밍엄, 맨체스터, 리즈, 글래스고, 더블린, 런던에서 전달됨; 본인이 수정함》. 맨체스터 및 런던: 존 헤이우드 및 심킨, 마셜, 앤드 코. 및 모든 서점. 1866. 2019년 2월 11일에 확인함 – 인터넷 아카이브 경유.
- 존 브라이트, 공공 정책 문제에 관한 연설, J.E.T. 로저스 편집, 2권 (1869).
- 존 브라이트, 공공 연설, J.E. 토롤드 로저스 편집, 8권 (1879).
- 존 브라이트, 존 브라이트 명예 의원 공공 서한, H.J. 리치 편집 (1885) 온라인
- 존 브라이트. 공공 문제에 대한 존 브라이트의 엄선된 연설 (1914) 온라인
- 존 브라이트, 존 브라이트 일기, R.A.J. 월링 편집 (1930) 온라인.
- G. B. 스미스 (편집), 존 브라이트 명예 의원의 삶과 연설, 2권 8vo (1881).

## 자료
- 본 문서에는 현재 퍼블릭 도메인에 속한 브리태니커 백과사전 제11판의 내용을 기초로 작성된 내용이 포함되어 있습니다.
- Goodlad, Graham D. (1991) "글래드스턴과 그의 라이벌들: 1886-1886년 정치 위기에서 당 지도부에 대한 대중 자유당의 인식" Eugenio F. Biagini와 Alastair J. Reid (eds.), Currents of Radicalism. Popular Radicalism, Organised Labour and Party Politics in Britain, 1850–1914. 케임브리지: 케임브리지 대학교 출판부, pp. 163–183.
- Taylor, A.J.P. (1993) "존 브라이트와 크림 전쟁", From Napoleon to the Second International: Essays on Nineteenth-Century Europe. 해미시 해밀턴. ISBN 0-241-13444-7.
- 트레블리언, 조지 매콜리 (1913) 존 브라이트의 삶.

## 더 읽어보기
- Andrews, James R. "국익의 수사적 형성: 연합국 승인에 반대하는 존 브라이트의 의회 연설에서 도덕과 맥락적 잠재력." Quarterly Journal of Speech (1993) 79#1 pp: 40–60.
- Ausubel, Herman. 존 브라이트: 빅토리아 시대 개혁가 (1966), 표준 학술 전기; 온라인
- Baylen, Joseph O. "존 브라이트의 연사 및 연설 연구생으로서의 모습." Quarterly Journal of Speech (1955) 41#2 pp: 159–168.
- Briggs, Asa. "코브든과 브라이트" History Today (1957년 8월) 7#8 pp 496–503.
- Briggs, Asa. "존 브라이트와 개혁의 신념," Briggs, 빅토리아 시대 사람들 (1955) pp. pp. 197–231. 온라인
- 캐시, 빌. 존 브라이트: 정치가, 웅변가, 선동가 (2011).
- Fisher, Walter R. "존 브라이트: '성스러운 물건의 행상인'," Quarterly Journal of Speech (1965) 51#2 pp: 157–163.
- Gilbert, R. A. "반곡물법 연맹에 대한 존 브라이트의 기여." Western Speech (1970) 34#1 pp: 16–20.
- McCord, Norman. 반곡물법 연맹: 1838–1846 (루틀리지, 2013)
- Prentice, Archibald. 반곡물법 연맹의 역사 (루틀리지, 2013)
- 펀치. 존 브라이트 의원: "미스터 펀치" 컬렉션의 만화 (1898), 1차 자료 온라인
- Quinault, Roland. "존 브라이트와 조지프 체임벌린." Historical Journal (1985) 28#3 pp: 623–646.
- Read, Donald. 코브든과 브라이트: 빅토리아 시대 정치적 파트너십 (1967); 코브든이 더 영향력 있었다고 주장
- Robbins, Keith. 존 브라이트 (1979).
- Smith, George Barnett. 존 브라이트 명예 의원의 삶과 연설 (1881) 온라인
- Steelman, Aaron (2008). 〈브라이트, 존 (1811–1889)〉.   Hamowy, Ronald. 《자유지상주의 백과사전》. 싸우전드 오크스, 캘리포니아: 세이지; 케이토 연구소. 38–39쪽. doi:10.4135/9781412965811.n25. ISBN 978-1412965804. LCCN 2008009151. OCLC 750831024.
- Sturgis, James L. 존 브라이트와 제국 (1969), 인도에 대한 브라이트의 정책과 동인도 회사에 대한 그의 공격에 초점 온라인
- Taylor, Miles. 영국 급진주의의 쇠퇴, 1847–1860 (1995).
- Taylor, Miles. "브라이트, 존 (1811–1889)", 옥스포드 인명사전 (2004); 온라인 판, 2013년 9월 2014년 8월 31일 접속 doi:10.1093/ref:odnb/3421
- Westwood, Shannon Rebecca. "존 브라이트, 랭커셔 및 미국 남북 전쟁". (Diss. 셰필드 할람 대학교, 2018) 온라인.

### 역사학
- Loades, David Michael, ed. 영국 역사 독자 가이드 (2003) 2: 185–186.